# Пйотрово (Слупецький повіт)
Пйотрово (пол. Piotrowo) — село в Польщі, у гміні Льондек Слупецького повіту Великопольського воєводства.
У 1975-1998 роках село належало до Конінського воєводства.